# Gudrun Irene Widmann

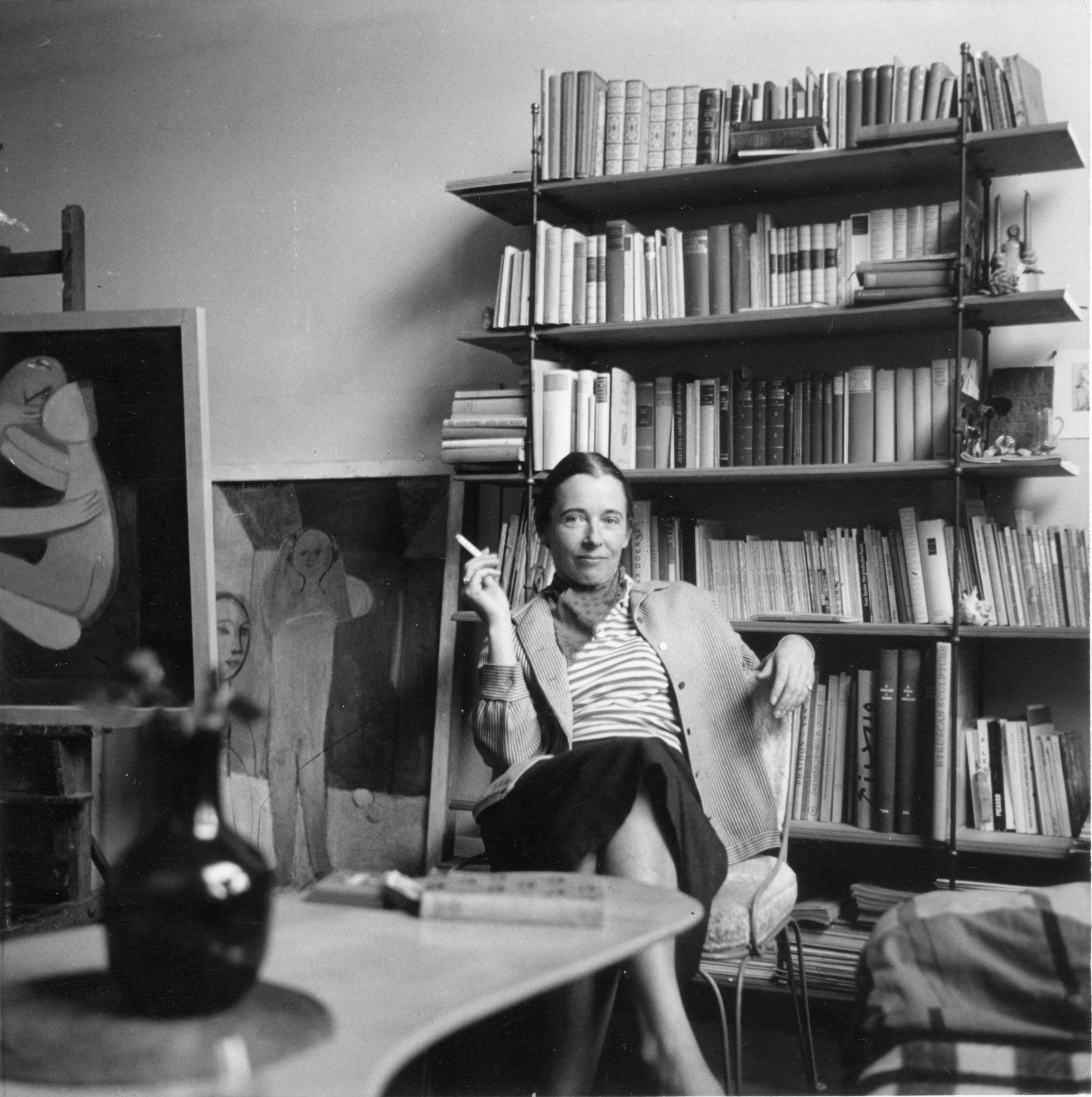
G. I. Widmann 1958

Gudrun Irene Widmann (* 2. Dezember 1919 in Reutlingen; † 28. Juli 2011 ebenda) war eine deutsche Malerin und Zeichnerin. Ihr Werk umfasst mehr als 500 Gemälde und zahlreiche Zeichnungen.

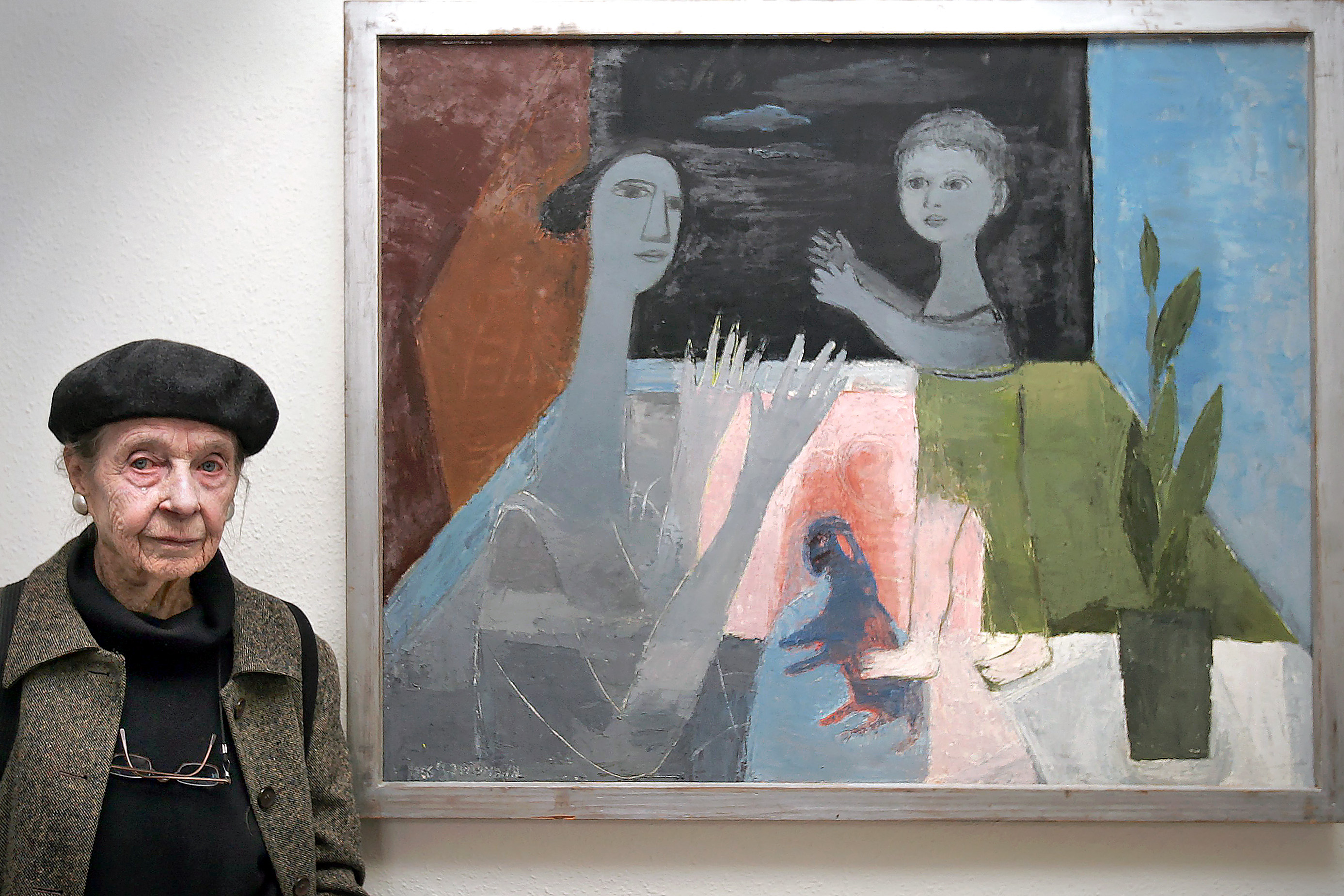
G. I. Widmann 2009

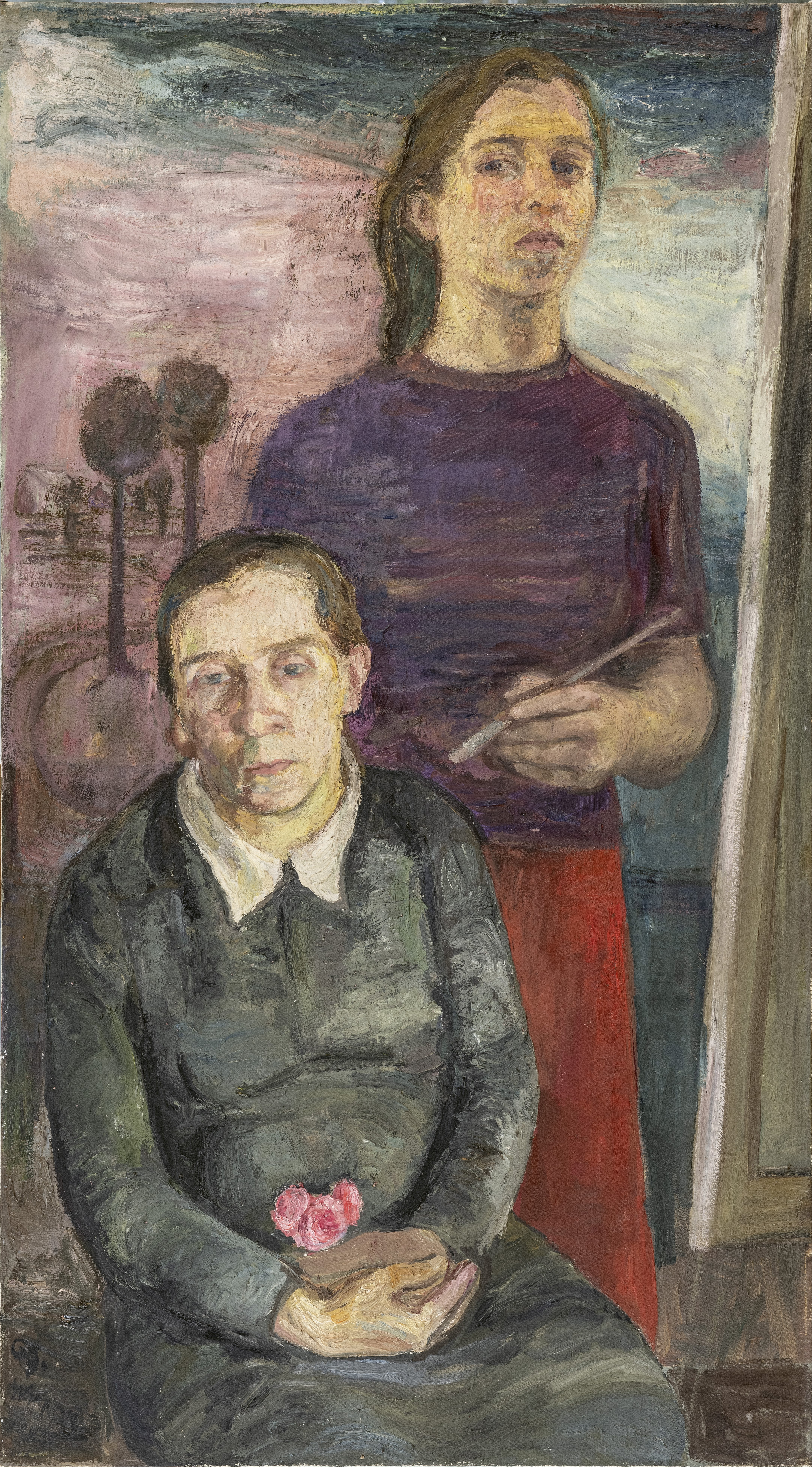
Irene Widmann: Meine Mutter und ich, 1946

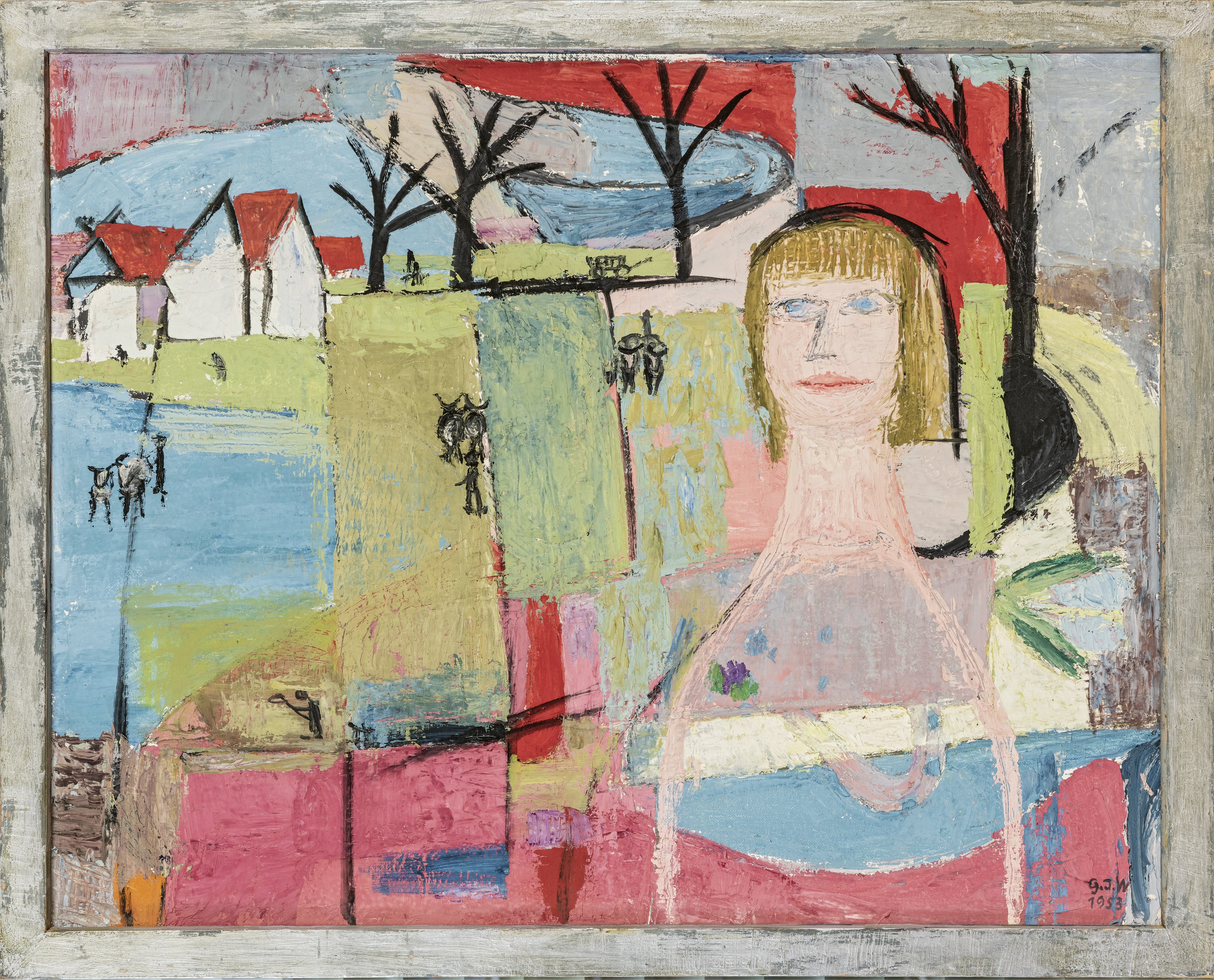
Irene Widmann: Im Märzen der Bauer, 1953

## Leben und Wirken
Gudrun Irene Widmann war die Tochter von Fritz Widmann (1884–1941, Großhandelskaufmann bei der Firma Haux & Krais) und Elisabeth Widmann (1892–1978) und wurde als viertes von fünf Kindern geboren. Ihre Familie war kulturell interessiert, Gudrun Irene Widmann besuchte z. B. mit ihrem Vater die Weltausstellung 1937 in Paris.
Widmann besuchte das List-Gymnasium in Reutlingen, welches sie 1935 zum frühestmöglichen Zeitpunkt verließ. Die von ihr als demütigend erlebte Pädagogik an diesem Institut belastete sie bis ins Alter. Ihre künstlerische Begabung wurde anschließend von ihrem Zeichenlehrer weiter gefördert. Es folgte von 1936 bis 1937 ein Studium der Textilgestaltung bei Gustav Jourdan und Bernhard Pankok an der Kunstgewerbeschule in Stuttgart. Sie gewann einen Malwettbewerb und damit eine Reise nach Norwegen.
Von 1938 bis 1939 studierte sie an der von Werner Peiner gegründeten Hermann-Göring-Meisterschule für Malerei in Kronenburg (Eifel). Sie verließ die Schule 1940/41, da sie sich auch hier in ihrer künstlerischen Freiheit eingeschränkt fühlte, obwohl ihr Peiner im Falle ihres Bleibens eine Dozentenstelle versprach. Als sie Kronenburg dennoch verließ, veranlasste Peiner den Entzug von Farbkarten und verhinderte Widmanns Aufnahme an der Kunstakademie Stuttgart, auch sollte sie nicht in die Reichskulturkammer aufgenommen werden.
Durch Vermittlung ihres ehemaligen Reutlinger Zeichenlehrers Wolfgang Zeller konnte sie bei dem Künstler Paul Kälberer in Glatt (Sulz am Neckar) ihre Ausbildung als Privatstudentin fortsetzen und erhielt von Kälberer die benötigten Mal-, Zeichen- und Druckmaterialien, womit sie dieser auch in der Zeit des Mangels nach Ende des Zweiten Weltkriegs versorgte. Auf Vermittlung Kälberers hin wurde Widmann an der Kunstakademie Stuttgart bei Hans Spiegel und Hermann Mayhofer-Passau zugelassen, wo sie 1941–1942 studierte.
Hieran schloss sich ein Studium als Meisterschülerin mit Atelier bei Herbert Dimmel an der Akademie der Bildenden Künste Wien an (1942-1944). Von 1944 bis 1945 war sie in Reutlinger Fabriken dienstverpflichtet zum Annähen von Uniformknöpfen und zur Munitionsherstellung. 1945 wurde ihr Elternhaus in Reutlingen von Bomben getroffen, wodurch ihre bisher entstanden Werke zerstört wurden.
Die Zeit zwischen 1945 und 1951 verbrachte sie gemeinsam mit ihrer Mutter zunächst bei Bauern in Tieringen auf der Schwäbischen Alb, wo sie in der Landwirtschaft mitarbeitete. Anschließend lebte sie bei Bekannten in beengten Verhältnissen in Reutlingen. Ende der 1940er Jahre richtete sie sich im Dachgeschoss der Firma Haux & Krais ein kleines Atelier ein. Es folgten Zeiten längerer Krankheit.
Widmann war Ende der 1940er Jahre Mitbegründerin der „Notgemeinschaft Tübinger und Reutlinger Künstler“ und Gründungsmitglied der aus der „Notgemeinschaft“ hervorgegangenen Künstlergruppe „Ellipse“. Freundschaften verbanden sie u. a. mit Karl Langenbacher, Ugge Bärtle, Elisabeth und Günter Hildebrand, HAP Grieshaber, Fritz Ketz und Hadwig Münzinger. In dieser Zeit gab es gemeinsame Ausstellungsprojekte und Kunstreisen mit den Freunden aus der Ellipse.
Im Jahr 1951 bezog sie mit ihrer Familie ein neues Haus mit großem Atelieranbau in Reutlingen-Sondelfingen. 1952 war sie Preisträgerin beim Blevin-Davis-Wettbewerb in München. 1954 hielt sie sich für ein halbes Jahr im Haus der Künstlerfreundin Gudrun Kneer-Zeller in Ulm auf.
Widmann war 70 Jahre lang künstlerisch tätig und stellte ihre Werke regelmäßig in Einzel- und Gruppenausstellungen aus. Sie war Mitglied bei Künstlergruppen wie GEDOK, der Oberschwäbischen Sezession (Gast), dem Bund Bildender Künstlerinnen Württembergs und dem Künstlerbund Tübingen. Sie war seit 1959 verheiratet mit dem Schriftsteller und Kunsthistoriker Gerd Gaiser und hatte zwei Söhne. Am 28. Juli 2011 starb sie nach kurzer Krankheit im Alter von 91 Jahren in Reutlingen.

## Rezeption

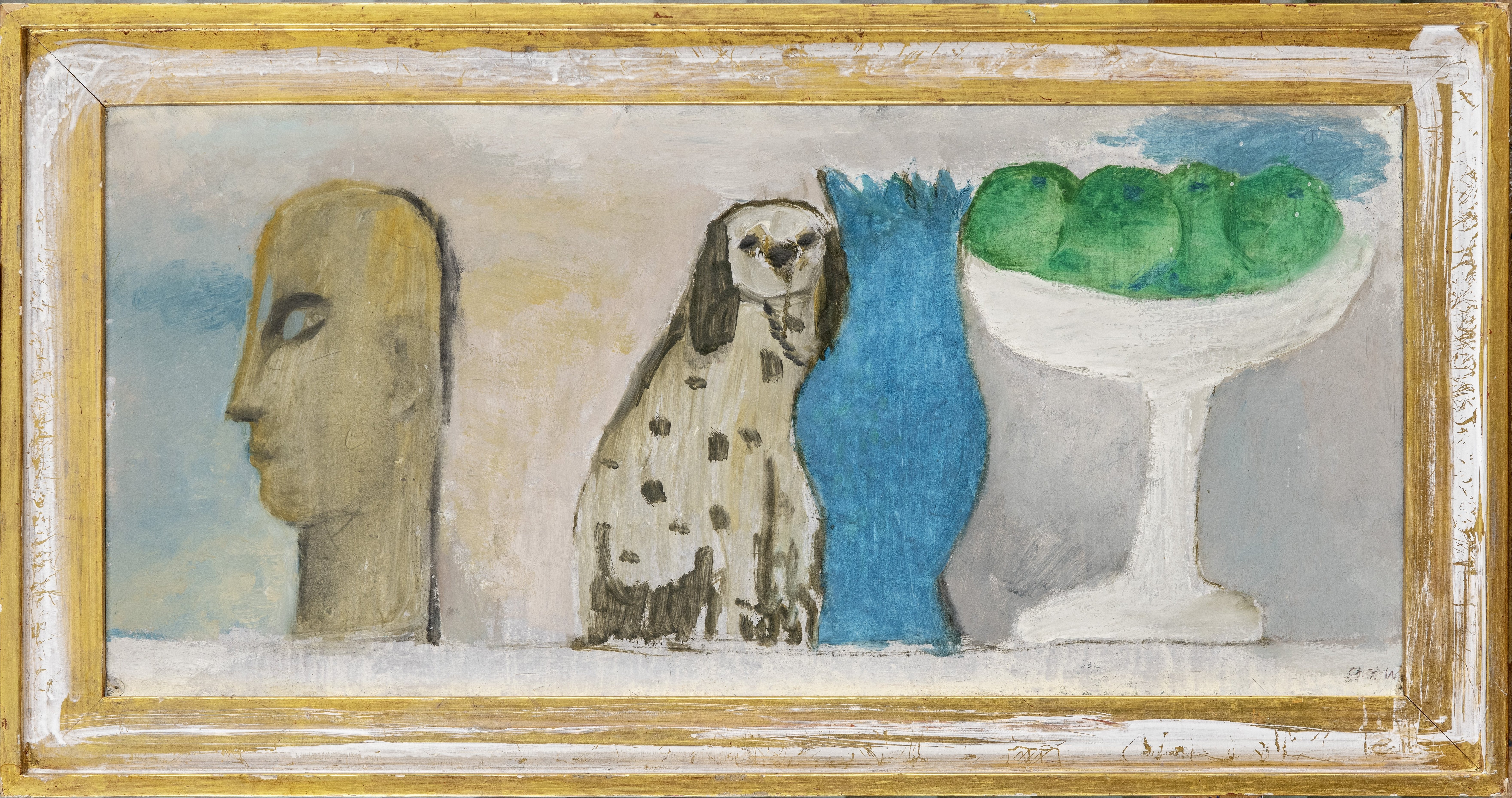
Irene Widmann: Stillleben mit Hündchen, 1974

Widmanns Schaffen wurde vor allem in den 1950er-Jahren auch überregional und international wahrgenommen. In den entscheidenden Jahren als freischaffende Künstlerin war Widmann alleinerziehende Mutter; diese Lebenssituation reflektierte sie auch in ihren Bildern.
Losgelöst von zeitgenössischen Kunstströmungen ging sie in ihrer künstlerischen Sprache eigene Wege mit außergewöhnlichen Farbkombinationen sowie mit Kompositionen in Einfachheit und Klarheit. Hinterlegt mit verborgenen, gleichnishaften Mitteilungen, in die auch literarische Texte, Textstellen oder Zitate Eingang fanden und innere Bilder, Ahnungen und Wünsche als Reflexionen des Selbst erschienen, erfüllte sie das Bild einer metaphysischen Realistin, als die sie Georg Scheja 1962 bezeichnete. Widmanns Widerspruchsgeist und ihr Streben nach künstlerischer Eigenständigkeit und Anerkennung waren Konstanten in ihrem Leben und ihrem sich beständig weiterentwickelnden Werk.

## Ausstellungen (Auswahl)
Widmann beteiligte sich von 1950 bis 2009 kontinuierlich an den regelmäßig stattfindenden Ausstellungen der Reutlinger Künstler im Spendhaus, im Rathaus oder in der Städtischen Galerie.
- 1952: Kunstverein Ulm
- 1967: Spendhaus, Reutlingen; Kleine Galerie im Elisabethenbad, Bad Waldsee
- 1977: Spendhaus, Reutlingen
- 1980: Volkshochschule, Herrenberg
- 1982: Galerie in der Eugenstraße 17, Stuttgart
- 1983: Scheune Thurn und Taxis, Städtische Galerie Michelstadt
- 1984: Cafeteria, Kunstgebäude am Schlossplatz, Stuttgart
- 1985: Rathaus, Reutlingen
- 1988: Kornhaus, Kirchheim unter Teck
- 1990: Kreissparkasse, Reutlingen
- 1995: Galerie Schloss Mochental, Ehingen/Donau
- 2002: Galerie am Pfleghof, Tübingen; BBKW. Schwerpunkte, Alte Kelter, Fellbach (G, K); Retrospektive, Städtische Galerie, Reutlingen
- 2009: Städtische Galerie, Reutlingen
- 2019: G. I. Widmann-Retrospektive, Kunstmuseum Reutlingen[8]